# Mesoleptobasis elongata
Mesoleptobasis elongata is een libellensoort uit de familie van de waterjuffers (Coenagrionidae), onderorde juffers (Zygoptera).
De wetenschappelijke naam van de soort is voor het eerst geldig gepubliceerd in 2009 door Garrison & von Ellenrieder.